# Lopheremaeus laminipes
Lopheremaeus laminipes är en kvalsterart som först beskrevs av Berlese 1916.  Lopheremaeus laminipes ingår i släktet Lopheremaeus och familjen Plateremaeidae. Inga underarter finns listade i Catalogue of Life.